# Arsen Petrosyan
Arsen Samveli Petrosyan (in armeno Արսեն Սամվելի Պետրոսյան?; Erevan, 27 settembre 1991) è un ex calciatore armeno, di ruolo portiere.

## Carriera

### Club
Dopo esser cresciuto nelle giovanili del Pyunik esordisce da titolare in Coppa d'Armenia il 14 marzo 2011 contro lo Širak (0-1). Debutta da titolare in campionato il 15 maggio 2011 contro il Ganjasar (1-3). Conclude la stagione giocando 11 incontri e subendo 10 reti, mantenendo inviolata la porta in 4 occasioni. In questa stagione vince la Supercoppa armena battendo in finale il Bananc' per 3-0.
Nella stagione 2012-2013 esordisce in campionato il 31 marzo 2012 contro il Bananc' (1-1).

### Nazionale
Esordisce nell'Under-17 armena il 2 ottobre 2007 giocando contro l'Italia: l'incontro finirà 2-1 per gli avversari. Il 7 giugno esordisce nell'Under-21 giocando da titolare contro il Montenegro (4-1). L'11 ottobre dello stesso anno esordisce anche nella Nazionale maggiore subentrando al 28' al posto di Edgar Malakyan a causa dell'espulsione dell'estremo difensore titolare, Ṙoman Berezovski. La Nazionale irlandese vincerà la sfida valida per le qualificazioni ad Euro 2012 col punteggio di 2-1.

## Statistiche

### Presenze e reti nei club
Statistiche aggiornate al 12 maggio 2012.
| Stagione        | Squadra         | Campionato      | Campionato | Campionato | Coppe nazionali | Coppe nazionali | Coppe nazionali | Coppe internazionali | Coppe internazionali | Coppe internazionali | Altre coppe | Altre coppe | Altre coppe | Totale | Totale |
| Stagione        | Squadra         | Comp            | Pres       | Reti       | Comp            | Pres            | Reti            | Comp                 | Pres                 | Reti                 | Comp        | Pres        | Reti        | Pres   | Reti   |
| --------------- | --------------- | --------------- | ---------- | ---------- | --------------- | --------------- | --------------- | -------------------- | -------------------- | -------------------- | ----------- | ----------- | ----------- | ------ | ------ |
| 2011            | Pyunik          | BC              | 11         | -10        | CA+CA           | 0+1             | 0+-1            | UEL                  | 0                    | 0                    | SA          | 0           | 0           | 12     | -11    |
| 2012-2013       | Pyunik          | BC              | 3          | -5         |                 | -               | -               |                      | -                    | -                    |             | -           | -           | 3      | -5     |
| Totale Pyunik   | Totale Pyunik   | Totale Pyunik   | 14         | -15        |                 | 1               | -1              |                      | -                    | -                    |             | -           | -           | 15     | -16    |
| Totale carriera | Totale carriera | Totale carriera | 14         | -15        |                 | 1               | -1              |                      | 0                    | 0                    |             | 0           | 0           | 15     | -16    |

### Cronologia presenze e reti in nazionale
| Cronologia completa delle presenze e delle reti in nazionale ― Armenia | Cronologia completa delle presenze e delle reti in nazionale ― Armenia | Cronologia completa delle presenze e delle reti in nazionale ― Armenia | Cronologia completa delle presenze e delle reti in nazionale ― Armenia | Cronologia completa delle presenze e delle reti in nazionale ― Armenia | Cronologia completa delle presenze e delle reti in nazionale ― Armenia | Cronologia completa delle presenze e delle reti in nazionale ― Armenia | Cronologia completa delle presenze e delle reti in nazionale ― Armenia |
| Data                                                                   | Città                                                                  | In casa                                                                | Risultato                                                              | Ospiti                                                                 | Competizione                                                           | Reti                                                                   | Note                                                                   |
| ---------------------------------------------------------------------- | ---------------------------------------------------------------------- | ---------------------------------------------------------------------- | ---------------------------------------------------------------------- | ---------------------------------------------------------------------- | ---------------------------------------------------------------------- | ---------------------------------------------------------------------- | ---------------------------------------------------------------------- |
| 11-10-2011                                                             | Dublino                                                                | Irlanda                                                                | 2 – 1                                                                  | Armenia                                                                | Qual. Euro 2012                                                        | -2                                                                     |                                                                        |
| Totale                                                                 |                                                                        | Presenze                                                               | 1                                                                      |                                                                        | Reti                                                                   | -2                                                                     |                                                                        |

## Palmarès

### Club

#### Competizioni nazionali
- Supercoppa d'Armenia: 1

P'yownik: 2011